# Ascotis terebraria
Espèce
Synonymes
- Hypopalpis terebraria Guenee, 1862
- Hypopalpis perforaria Guenee, 1862
- Boarmia rousseli Oberthur, 1913

Ascotis terebraria est une espèce de lépidoptères de la famille des Geometridae.
Elle est endémique de La Réunion.
L'imago a une envergure d'environ 30-35 mm. Les antennes des mâles sont bipectinées.
Les chenilles se nourrissent de Hubertia ambavilla (Asteraceae) et de Hypericum lanceolatum (Hypericaceae).